# Прието, Карлос
Карлос Прието Мартос (исп. Carlos Prieto Martos; род. 2 февраля 1980, Мерида) — испанский гандболист, бронзовый призёр Летних Олимпийских игр 2008 года и чемпион Средиземноморских игр 2005 года. В матче с Хорватией на Олимпийских играх 2008 года Прието забросил 7 голов и был признан одним из лучших игроков команды. В составе клубов «Барселона» и «Сьюдад Реал» 4 раза выигрывал чемпионаты Испании и 3 раза (1998, 1999, 2006) Лигу чемпионов.